# Al-Hadżdż Kandil
Al-Hadżdż Kandil – miejscowość w Egipcie, w muhafazie Al-Minja. W 2006 roku liczyła 5659 mieszkańców.